# Кабель категории 5
Кабель категории 5 (Cat. 5) — тип кабеля для передачи сигналов, состоящий из 4 витых пар. Используется в структурированных кабельных системах для компьютерных сетей, таких как Ethernet. Кабельный стандарт предоставляет производительность до 100 MHz[прояснить] и подходит для 10BASE-T, 100BASE-TX (Fast Ethernet), и 1000BASE-T (Gigabit Ethernet). Он также используется для телефонии и передачи видеосигналов.
Кабель терминируется модульным разъемом 8P8C (который нередко ошибочно называют RJ45) или на патч-панели. Большинство кабелей 5-й категории является неэкранированным. Для борьбы с помехами используют только свойства витой пары при передаче дифференциальных сигналов. Спецификация на категорию 5 была обновлена категорией 5e (от англ. enhanced — усовершенствованный).

## Кабельный стандарт
Спецификация для кабеля категории 5 была определена в ANSI/TIA/EIA-568-A, с уточнением в TSB-95. В этих документах указаны характеристики и требования к испытаниям на частотах до 100 МГц. Типы кабелей, типы разъемов и кабелей топологии определяются TIA/EIA-568-B. Кабель разводится по любой схеме: T568A или T568B. Обе схемы работают одинаково и могут использоваться беспорядочно, при условии, что одна схема используется для обоих концов кабеля. Почти всегда контакты разъёмов 8P8C, часто называемые RJ-45, используются для подключения кабеля категории 5. Стандарт USOC/RJ-61 используется для многоканальных телефонных соединений.
Каждая из четырех пар кабеля категории 5 имеет свой шаг скрутки, чтобы минимизировать наводки между парами. Хотя общепринятыми считаются кабельные сборки, содержащие 4 пары, 5-я категория не ограничивается 4 парами. В магистральных кабелях может использоваться до 100 пар. Использование уравновешенной линии позволяет сохранить высокое отношение сигнал-шум, несмотря на помехи от внешних источников и наводки от других пар. Кабели категории 5 наиболее часто используются для таких стандартов Ethernet, как 100Base-TX и 1000Base-T.
Кабель категории 5 может быть жёсткого «Solid» и гибкого «Stranded» типа. Кабель гибкого типа лучше гнётся, может выдержать большую нагрузку на изгиб без излома и подходит для надёжного соединения с разъёмами, прокалывающими изоляцию, но не подходит для надёжного соединения с разъёмами, смещающими изоляцию (IDC). Кабель жёсткого типа дешевле и подходит для надёжного соединения с разъёмами, смещающими изоляцию, но не подходят для соединения с разъёмами, прокалывающими изоляцию. Кабели зданий (например, кабели внутри стен, которые соединяют розетки на стене с центральной патч-панелью) обычно жёсткие в то время, как соединительные кабели (например, подвижные кабели от розеток до компьютеров) — гибкие. Внешняя изоляция, как правило, из ПВХ или LSZH. Тип используемого кабеля можно определить по надписям на нём. Тип «Solid» имеет меньшие потери при передаче сигнала, именно поэтому его используют для магистральной прокладки по зданию.

### Требования к кабелям
Для кабелей стандартов 10BASE-T и 100Base-TX Ethernet требуется две пары проводников. Для кабелей стандарта 1000BASE-T Ethernet требуется четыре пары проводников. Кабели Cat 5 и Cat 5e обычно используют проводники AWG 24 — 26 из меди.

### Радиус изгиба
Большинство кабелей категории 5 может быть согнуто с радиусом изгиба не менее 4 внешних диаметров кабеля.

### Максимальная длина сегмента кабеля
В соответствии со стандартом ANSI/TIA/EIA, для медного кабеля категории 5е максимальная длина кабеля сегмента составляет 100 метров (328 футов). Если требуются бо́льшие расстояния, необходимо использовать активные аппаратные средства, такие как повторитель или коммутатор. По стандарту 10BASE-T расстояние между активными устройствами не должно превышать 100 метров: 90 метров фиксированного кабеля, два коннектора и два коммутационных кабеля по 5 метров.

### Различия категорий 5 и 5e
К кабелям и разъёмам категории 5е ужесточили требования и ввели новые спецификации перекрёстных помех. По стандарту максимальная частота передаваемых сигналов для кабелей категорий 5 и 5e одинакова — 100 МГц.
| Параметр                                                    | Категория 5         | Категория 5e |
| ----------------------------------------------------------- | ------------------- | ------------ |
| Затухание отражённого сигнала                               | ⩾ 16,0 дБ           | ⩾ 20,1 дБ    |
| Переходное затухание на ближнем конце                       | ⩾ 32,3 дБ           | ⩾ 35,3 дБ    |
| Суммарное приведённое переходное затухание на ближнем конце | не регламентировано | ⩾ 32,3 дБ    |
| Переходное затухание на дальнем конце                       | не регламентировано | ⩾ 23,8 дБ    |
| Суммарное приведённое переходное затухание на дальнем конце | не регламентировано | ⩾ 20,8 дБ    |
| Разность задержки                                           | не регламентировано | ⩽ 45 нс      |

## Характеристики
| Характеристика                                                    | Номинальное значение            | Допустимое отклонение | Единица измерения | Источник (компания-поставщик кабелей) |
| ----------------------------------------------------------------- | ------------------------------- | --------------------- | ----------------- | ------------------------------------- |
| Волновое сопротивление @ 100 МГц                                  | 100                             | ± 15                  | Ω                 | [ 15 ]                                |
| Номинальные характеристики импеданса @ 100 МГц                    | 100                             | ± 5                   | Ω                 | [ 15 ]                                |
| DC Loop Resistance                                                | ≤ 0.188                         |                       | Ω/м               | [ 15 ]                                |
| Фазовая скорость                                                  | 0.64                            |                       | c                 | [ 15 ]                                |
| Фазовая задержка                                                  | 4.80-5.30                       |                       | нс/м              | [ 15 ]                                |
| Delay skew < 100 МГц                                              | < 0.20                          |                       | нс/м              | [ 15 ]                                |
| Электрическая ёмкость при 800 Гц                                  | 52                              |                       | пФ/м              | [ 15 ]                                |
| Индуктивность                                                     | 525                             |                       | нГ/м              | [ 16 ]                                |
| Частота среза                                                     | ≤ 57                            |                       | кГц               | [ 16 ]                                |
| Максимальная нагрузка на растяжение во время монтажа              | 100                             |                       | Н                 | [ 15 ]                                |
| Диаметр жилы                                                      | AWG-24 (0.51054 мм; 0.205 мм² ) |                       |                   | [ 15 ] [ 17 ]                         |
| Толщина изоляции                                                  | 0.245                           |                       | мм                | [ 15 ]                                |
| Максимальный ток в проводнике                                     | 0.577                           |                       | А                 | [ 17 ]                                |
| Рабочая температура                                               | от −55 до +60                   |                       | °C                | [ 15 ]                                |
| Максимальное рабочее напряжение (PoE использует максимум 57 V DC) | 125                             |                       | V DC              | [ 19 ]                                |

### Изоляция
| Акроним | Материал                                         |
| ------- | ------------------------------------------------ |
| PVC     | Поливинилхлорид                                  |
| PE      | Полиэтилен                                       |
| FP      | Вспененый полиэтилен                             |
| FEP     | Тефлон/фторосодержащий этилен-пропилен           |
| FFEP    | Вспененый тефлон/фторосодержащий этилен-пропилен |
| AD/PE   | Воздушный диэлектрик/полиэтилен                  |

### Жилы
В кабелях категорий 5 и 5e обычно используются медные жилы 24—26 AWG.

### Индивидуальные длины витков
При изменённой длине каждого витка перекрёстные помехи снижаются без влияния на импеданс.
|  | Цвет пары  | Длина витка, см | Количество витков на 1 м |
|  | ---------- | --------------- | ------------------------ |
|  | Зелёная    | 1,53            | 65,2                     |
|  | Синяя      | 1,54            | 64,8                     |
|  | Оранжевая  | 1,78            | 56,2                     |
|  | Коричневая | 1,94            | 51,7                     |

### Сопротивление внешнему воздействию
| Класс | Полное название                | Стандарты                                  |
| ----- | ------------------------------ | ------------------------------------------ |
| CMP   | Communications Plenum          | CSA FT6 или NFPA 262 (UL 910)              |
| CMR   | Communications Riser           | UL 1666                                    |
| CMG   | Communications General purpose | CSA FT4                                    |
| CM    | Communications                 | UL 1685 (UL 1581, Sec. 1160) Vertical-Tray |
| CMX   | Communications Residential     | UL 1581, Sec. 1080 (VW-1)                  |
| CMH   |                                | CSA FT1                                    |

CMR (Communications Riser), изолирован полиолефином высокой плотности и покрыт беззольной оболочкой из поливинилхлорида (ПВХ) может быть заменен CMP (Communications Plenum), который изолирован фторированным этилен-пропиленом (FEP) и полиэтиленом (ПЭ) и беззольной оболочкой поливинилхлорида (ПВХ), так как у него более высокие оценки огнеустойчивости. CM (Communications) изолирован полиолефином высокой плотности без оболочки из ПВХ и, следовательно, имеет самую низкую огнестойкость среди этих трёх материалов.
Некоторые кабели «УФ-стабильны» — это означает, что они могут подвергаться воздействию УФ-излучения на открытом воздухе без значительных разрушений. Для оболочки обычно используется ПВХ.
В любой кабель, который содержит воздушные зазоры, может попасть влага, особенно если кабель находится между внутренним и внешним пространствами. Теплый влажный воздух может вызвать конденсацию в холодных частях кабеля на открытом воздухе. Иногда необходимо принять меры предосторожности, такие как уплотнения концов кабелей. Некоторые кабели предназначены для «прямого монтажа», но обычно для этого требуется, чтобы кабель был заполнен гелем, препятствующим попаданию влаги в кабель.
При использовании кабелей на вышках внимание должно быть уделено вертикальным трассам, которые могут направить влагу в чувствительное внутреннее оборудование. Обычно решается добавлением конденсатной ловушки в нижней части выполнения кабеля.
Огнеупорные кабели медленнее горят и выделяют меньше дыма, чем кабели в защитной оболочке из материалов, таких как ПВХ. Это также влияет на необходимость спринклеров. То есть при использовании огнеупорных кабелей наличие спринклеров не обязательно.
Экранированный кабель (FTP/STP) обычно применяется при монтаже вблизи радиочастотного оборудования, которое создаёт электромагнитные помехи, а также может использоваться там, где вероятность прослушивания должна быть минимизирована.